# Noel Charles O’Regan
Noel Charles O’Regan SMA (* 14. Dezember 1941 in Bishopstown) ist ein irischer Ordensgeistlicher und emeritierter römisch-katholischer Bischof von Ndola.

## Leben
Noel Charles O’Regan trat der Gesellschaft der Afrikamissionen bei und empfing am 18. Dezember 1967 die Priesterweihe.
Papst Johannes Paul II. ernannte ihn am 10. Juli 1995 zum Bischof von Solwezi. Der Apostolische Nuntius in Sambia, Erzbischof Giuseppe Leanza, spendete ihm am 10. Dezember desselben Jahres die Bischofsweihe; Mitkonsekratoren waren Dennis Harold De Jong, Bischof von Ndola, und Telesphore George Mpundu, Bischof von Mbala-Mpika.
Am 1. Oktober 2004 wurde er zum Bischof von Ndola ernannt. Von seinem Amt trat er am 16. Januar 2010 zurück.